# Пайкузе (волость)
Па́йкузе (эст. Paikuse   ) — бывшая волость в Эстонии, в составе уезда Пярнумаа.

## Положение
Площадь волости — 177 км², численность населения на  1 января 2006 года составляла 3021 человек.
Административный центр волости — посёлок Пайкузе. Помимо этого, на территории волости находятся ещё 5 деревень.
Волость была образована 24 октября 1991 года.